# Jaime Zobel de Ayala
Jaime Zobel de Ayala (Manilla, 18 juli 1934) is een prominent Filipijns zakenman, industrieel en diplomaat. Hij is oud-ambassadeur in het Verenigd Koninkrijk en voormalig topman van Ayala Corporation. Zobel de Ayala behoort al jaren tot de rijkste mensen van de Filipijnen. In 2012 werd hij Forbes Magazine op de zevende plek van de lijst van rijkste mensen uit de Filipijnen geplaatst.

## Biografie
Zobel de Ayala werd geboren op 18 juli 1934 in de Filipijnse hoofdstad Manilla. Zijn ouders waren Alfonso de Ayala en Carmen Pfitz y Herrero. Na zijn lagereschoolperiode in de Filipijnen woonde hij van zijn 12e tot zijn 18e in de Spaanse hoofdstad Madrid, waar hij zijn middelbareschoolopleiding volgde. Aansluitend studeerde Zobel aan Harvard in de Verenigde Staten, waar hij in 1957 een Bachelor of Arts architectuur behaalde. Ook voltooide hij nog vervolgopleidingen management aan Harvard.
Na zijn opleiding keerde hij terug in de Filipijnen om daar te gaan werken in het familiebedrijf van de Ayalas. Van 1970 tot 1974 diende Zobel als Filipijns ambassadeur in het Verenigd Koninkrijk. In 1975 keerde hij weer terug bij het familiebedrijf. Ook was hij voorzitter van de raad van bestuur van de Bank of the Philippine Islands (BPI). In 1983 volgde hij zijn neef Enrique Zobel op als president en voorzitter van de raad van bestuur van Ayala Corporation. In april 2006 stopte hij bij Ayala en werd hij emeritus-voorzitter. Zijn twee zonen Jaime en Fernando namen na zijn pensionering in 2006 de leiding over het familiebedrijf over.

## Privéleven
Jaime Zobel is getrouwd met Beatriz Miranda Barcon Zobel de Ayala. Samen kregen ze zeven kinderen: Jaime, Fernando, Beatriz Susana, Patrisha, Cristina, Monica en Sofia.